# Cantó de Seignelay
El cantó de Seignelay és un cantó francès del departament del Yonne, situat al districte d'Auxerre. Té 10 municipis i el cap és Seignelay.

## Municipis
- Beaumont
- Chemilly-sur-Yonne
- Cheny
- Gurgy
- Hauterive
- Héry
- Monéteau (part)
- Mont-Saint-Sulpice
- Ormoy
- Seignelay

## Història
| Data d'elecció                           | Identitat             | Partit                      | Qualitat |
| ---------------------------------------- | --------------------- | --------------------------- | -------- |
| 1955-1979                                | M. Poulet             | SFIO, després divers droite |          |
| 1955-1979                                | Jean-Michel Renaitour | Divers gauche               |          |
| 1979-1985                                | Sylvain Bourgoin      | PCF                         |          |
| 1985-1998                                | Pierre Chambon        | PS                          |          |
| 1998-2011                                | Jean-Michel Delagneau | Verts                       |          |
| 2011-                                    | Thierry Corniot       | Divers gauche               |          |
| les dades anteriors no són pas conegudes |                       |                             |          |
|                                          |                       |                             |          |

## Demografia
| A partir de 1990: Població sense dobles comptes |